# Corydoras negro
Corydoras negro är en fiskart som beskrevs av Knaack 2004. Corydoras negro ingår i släktet Corydoras och familjen Callichthyidae. Inga underarter finns listade i Catalogue of Life.